# حزقيال بينيا
حزقيال بينيا (بالإنجليزية: Juan Peña) هو لاعب كرة قاعدة دومينيكاوي، ولد في 27 يونيو 1977 في سانتو دومينغو في جمهورية الدومينيكان.

## وصلات خارجية
- حزقيال بينيا على موقعبيزبول رفرنس.كوم (الدوري الرئيسي) (الإنجليزية)
- حزقيال بينيا على موقعبيزبول رفرنس.كوم (الدوري الثانوي) (الإنجليزية)